# Menelaos Sakorafos
Menelaos Sakorafos (gr. Μενελαος Σακοραφοσ; ur. 1867 w Atenach, zm. 1943 tamże) – grecki szermierz i wioślarz, srebrny medalista olimpijski.
W 1906 roku brał udział w olimpiadzie letniej w Atenach, gdzie Grecy w składzie: Joanis Jeorjadis, Triandafilos Kordojanis, Menelaos Sakorafos i Christos Zorbas zdobyli srebrny medal w szabli drużynowej. W turnieju szabli indywidualnej odpadł w pierwszej rundzie. Startował tam również w zawodach wioślarskich, w czwórkach ze sternikiem jego osada nie ukończyła rywalizacji.